# Eine Dirne ist ermordet worden
Eine Dirne ist ermordet worden ist ein österreichischer Kriminal-Stummfilm aus dem Jahre 1930 von Conrad Wiene.

## Handlung
Lou arbeitet als Prostituierte und hat in der Halbwelt der Großstadt für ihre Verhältnisse Karriere gemacht. Eines Tages wird sie ermordet in dem Wandschrank eines jungen Erfinders namens Walther aufgefunden. Er ist ein Jugendfreund aus ihrer kleinen Heimatgemeinde und, anders als man annimmt, an ihrem Tod vollkommen unschuldig. Lou, die, seit sie als Dirne arbeitet, finanziell gut gestellt ist, hat ihn in letzter Zeit regelmäßig mit Geld unterstützt. Dies passte ihrem derzeitigen Liebhaber Ludwig überhaupt nicht. Der verfolgte Lou und sah, wie sie durchs Fenster in Walthers Zimmer einstieg, und kletterte hinterher. Walther befand sich zu diesem Zeitpunkt bei seinem Vermieter, um mit Lous Zuwendung endlich die ausstehende Miete zu begleichen. Wütend vor Eifersucht stellte Ludwig die Dirne in Walthers Zimmer. Dort kam es zu einem heftigen Wortgefecht, da der junge Mann annahm, dass Lou ihn mit Walther betrügen würde. In seinem Liebeswahn begann Ludwig Lou zu würgen, bis sie schließlich niedersank. Dann versteckte er den Leichnam in den Wandschrank und flüchtete.
Auf der Straße umherirrend, entscheidet sich der flüchtige Ludwig zu einer Finte. Er springt von einer Brücke vor Augenzeugen in den Fluss, um auf diese Weise seinen eigenen Selbstmord zu inszenieren. Ausgerechnet Martha Lüders, die Freundin des fälschlich verdächtigten Walther, sieht Ludwig am Uferrand stehen. Durch Zufall erfährt die junge Frau, dass es Ludwig war, der den Mord an Lou, der Dirne, begangen hat. Er droht, sie ebenfalls zu ermorden, sollte sie ihn bei der Polizei verraten. Und so schwört sie dem Täter, zu schweigen. Derweil ist Walther verhaftet worden und soll sich vor Gericht seiner Verantwortung stellen. Ihm droht die Hinrichtung. Martha wird mit dem seelischen Druck nicht länger fertig und beichtet – ausgerechnet Walthers Bruder, einem Priester – Ludwigs Tat. Der aber ist ebenso hilflos wie Martha, ist er doch an das Beichtgeheimnis gebunden. Erst auf dem Weg Walthers zum Schafott kann Martha nicht länger an sich halten und schreit den Namen des wahren Mörders heraus. Die Kugel aus einem Revolverlauf richtet den Schurken, und Walther sieht die Freiheit wieder.

## Produktionsnotizen
Gedreht 1929, wurde Eine Dirne ist ermordet worden am 28. Februar 1930 im Rahmen einer Interessentenvorführung im Wiener Haydn-Kino erstmals gezeigt. Massenstart war am 2. Mai 1930. Die Länge des mit Jugendverbot belegten Sechsakters betrug 2570 Meter. 
Herbert Silbermann übernahm die Produktionsleitung. Die Filmbauten entwarf Hans Ledersteger, Hans Schmiedl war Ausstatter. Arthur Gottlein trat als Aufnahmeleiter in Erscheinung.

## Wissenswertes
Der Film galt lange Zeit als verschollen. 1999 wurde er als Fragment im Nederlands Filmmuseum Amsterdam wiederentdeckt und vom Filmarchiv Austria restauriert.

## Kritiken
Das Kino-Journal schrieb: „Grau in grau rollt sich dieses furchtbare Bild ab, psychologisch fein fundiert und daher doppelt ergreifend. Man durchlebt alle Phasen der Erregung und ist von den furchtbaren Geschehnissen erschüttert.“
Die Murtaler Zeitung nannte den Film „äußerst spannend.“